# جینو سوترادول
جینو سوترادول (انگلیسی: Gino Sopracordevole؛ ۲۴ سپتامبر ۱۹۰۴ – 1995) از برندگان مدال‌های المپیک تابستانی اهل ایتالیا بود.
وی در مسابقات کشوری و بین‌المللی در مجموع برندهٔ ۲ مدال نقره، ۱ مدال برنز شده‌است.